# Mackenzie Aladjem
Mackenzie Aladjem, née le 11 septembre 2001, est une actrice de télévision américaine, connue pour son rôle de Fiona Peyton dans la série Nurse Jackie.

## Biographie
Mackenzie Aladjem commence à jouer dans des séries télévisées alors qu’elle n’est encore qu’une enfant. En 2018, elle entre en dernière année de lycée et prévoit d’aller à l’université avant de reprendre sa carrière d’actrice.

## Filmographie
Sauf indication contraire, les informations mentionnées dans cette section peuvent être confirmées par la base de données cinématographiques IMDb,  présente dans la section « Liens externes ».

### Cinéma
- 2011 : La Défense Lincoln de Brad Furman : Hayley Haller
- 2012 : 40 ans : Mode d'emploi de Judd Apatow

### Télévision
- 2007 : Les Experts : Miami, épisode « Born to Kill » : Emma Wade
- 2007 : Passions, épisodes 1.2012 et 1.2013 : Pamela
- 2010-2011 : La Force du destin d’Agnes Nixon : Miranda Montgomery
- 2010-2015 : Nurse Jackie : Fiona Peyton
- 2011 : Workaholics, épisode « Heist School »
- 2012 : Une sœur aux deux visages de Jim O'Hanlon : Mollie Clark
- 2012 : The Middle de Eileen Heisler et DeAnn Heline, épisodes « The Wedding » et « Leap Year » : Hayley
- 2013 : Grey's Anatomy de Shonda Rhimes, épisode « Idle Hands » : Emma
- 2013-2014 : Parenthood de Jason Katims : Charlotte
- 2014 : About a Boy de Jason Katims, épisode pilote : Makala
- 2014 : Sweet Surrender de Kevin Connor : Chelsea jeune
- 2015 : Black Jesus, épisode « Taco Sundays »
- 2016 : Esprits criminels de Jeff Davis, épisode « Hostage » : Lily
- 2016 : Time Toys de Mark Rosman : Jenny Johnstone
- 2017 : Hawaii 5-0, saison 8 : Moani Amosa / Tanya Morrison

## Théâtre
- 2009 : Annie, au théâtre Kodak[2]

## Récompenses
- 2011 : Young Artist Award de la meilleure actrice de moins de 10 ans récurrente dans une série télévisée, pour son rôle dans Nurse Jackie[3]